# Гриневич, Феодосий Борисович
Гриневич, Феодосий Борисович (род. 1.11.1922, с. Репная, теперь Волочисского района Хмельницкой обл. — 24.06.2015) — украинский советский учёный в области электрических измерений, доктор технических наук — 1964, 1967 — профессор, член-корреспондент АН УССР (с 1973), академик НАН Украины (1979), почётный академик Международной инженерной академии.
Трудовой путь начинал учителем в сельской школе в Хмельницкой области. Участник Второй мировой войны, закончил её в Берлине.
Окончил в 1953 году Львовский политехнический институт. Работал в Институте машиноведения и автоматики (ныне Физико-механический институт) АН УССР, с 1958 — в Институте автоматики и электрометрии Сибирского отделения АН СССР.
С 1966 года работал в Институте электродинамики АН УССР. В течение 41 года возглавлял отдел электрических и магнитных измерений.
Создал теорию и методы построения автоматических высокоточных дискретных и аналоговых приборов и систем для измерения комплексных электрических величин. Награждён орденом Красной Звезды, медалями. Государственная премия СССР, 1976.
Среди учеников 7 докторов и более 35 кандидатов наук.
В научном наследии:
- около 400 научных трудов, из них более 200 научных статей,
- 12 монографий,
- 175 авторских свидетельств и патентов.